# Lancia Flaminia presidenziale
La Lancia Flaminia tipo 335, colloquialmente conosciuta come Lancia Flaminia presidenziale, è una versione speciale della Lancia Flaminia realizzata in soli 4 esemplari nel 1961.

## Il contesto

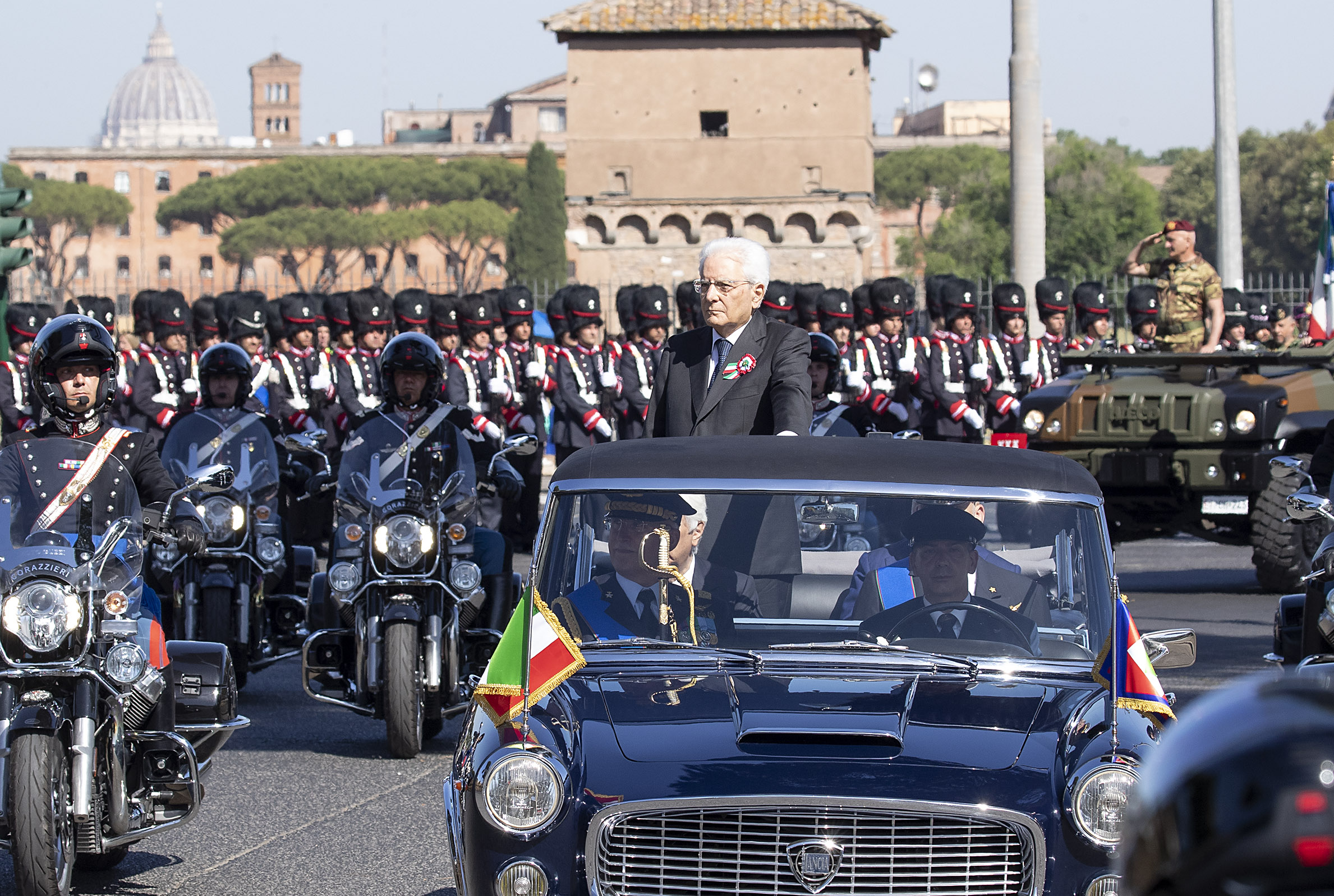
Il Presidente della Repubblica Sergio Mattarella sulla Flaminia "335" alla parata del 2 giugno 2022

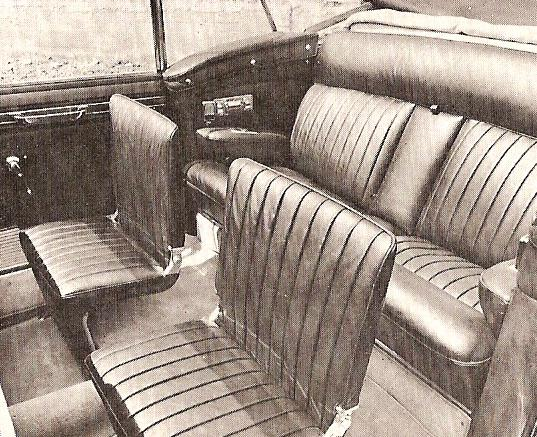
La parte posteriore dell'abitacolo della Flaminia "335"

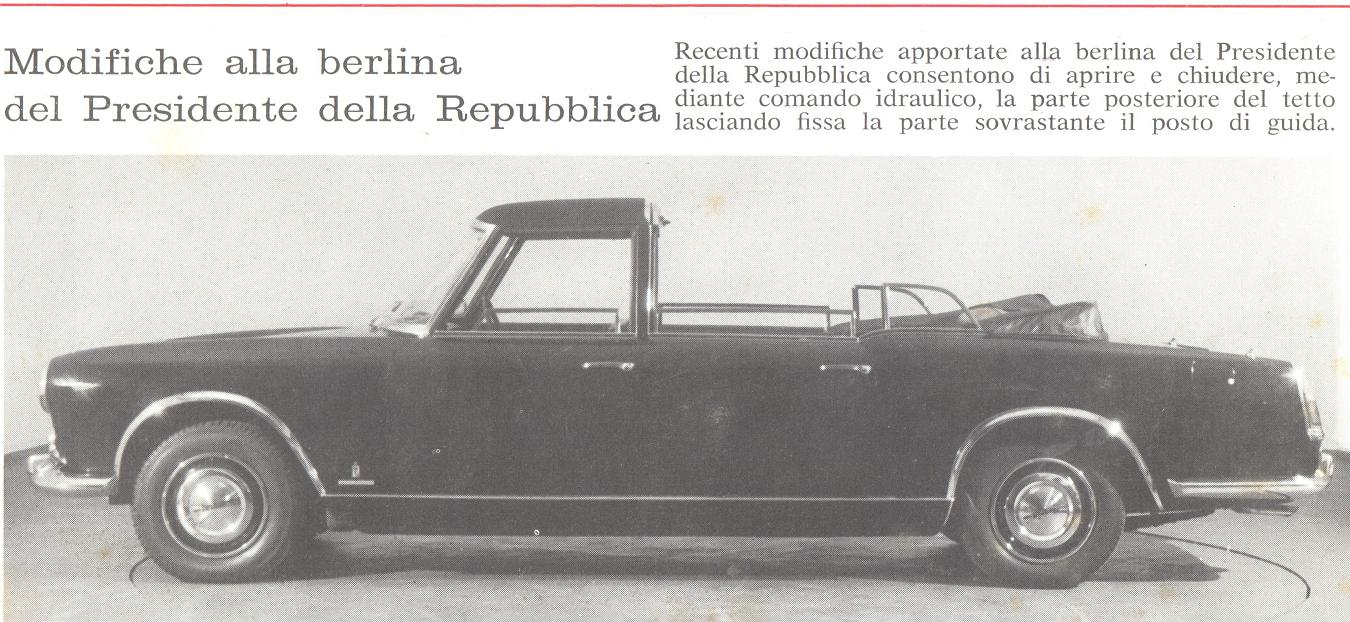
La Flaminia "335" modificata nel 1967

Dalla famiglia delle Flaminia è derivata una versione di lusso, la cosiddetta "335" (la sigla corrisponde alla misura del passo), realizzata per il Presidente della Repubblica Italiana ed ancora oggi utilizzata nelle grandi parate di Stato. Questa vettura è stata disegnata da Pinin Farina nel 1960 su richiesta del presidente Giovanni Gronchi il quale - in vista della visita in Italia della regina Elisabetta d'Inghilterra - decise fosse giunta l'ora di mandare in pensione la vecchia cabriolet ministeriale d'anteguerra (una Fiat 2800 del 1939).
In pochi mesi, il maestro carrozziere, partendo da uno chassis Flaminia, realizzò quattro esemplari che, continuando la tradizione, furono battezzati con nomi propri di cavalli purosangue: Belfiore, Belmonte, Belvedere e Belsito. 
Rispetto alla berlina da cui derivava, la meccanica si differenziava per l'aggiunta di una pompa del carburante elettrica e di una bobina (entrambe di scorta), per l'aumento di quasi mezzo metro del passo (cm 335 invece di 287), per l'aumento delle carreggiate e per il più corto rapporto finale di trasmissione. Le vetture erano dotate di alzavetri elettrici, di vetro divisorio abbassabile tra il comparto dell'autista e i sedili posteriori, di una autoradio per i posti posteriori, alloggiata in una piccola consolle rivestita in pelle blu.
La carrozzeria era sia più lunga (cm 546 invece di 485,5) che più larga (cm 189 invece di 175) e, conseguentemente, assai più pesante (un po' più di due tonnellate).
Le prime tre Flaminia speciali (Belfiore, Belmonte e Belvedere) furono immatricolate il 27 aprile 1961 ed erano caratterizzate dalla carrozzeria cabriolet con la capote in tela rigida, ripiegabile con meccanismo idraulico, mentre l'ultima, la Belsito, ha il posto dell'autista coperto da una capote in tela non apribile che non consente il montaggio del grande tetto rigido trasparente. Nel 1967 fu introdotta una modifica al sistema di apertura e chiusura della parte posteriore del tetto, che lasciava fissa la parte sovrastante il posto di guida.

### Impieghi istituzionali
Il primo impiego ufficiale fu in occasione della visita della Regina Elisabetta, ai primi di maggio del 1961.
Durante tutti gli anni sessanta le quattro "335" furono utilizzate dal Quirinale come vetture di rappresentanza durante le visite di Stato di sovrani e capi di stati esteri, come quella di John Fitzgerald Kennedy il 1º luglio 1963.
Le quattro Flaminia rimangono in servizio attivo fino al 1982, poi vengono rispolverate solo in alcune occasioni, anche se Oscar Luigi Scalfaro le ha volute per le visite ufficiali. Con l'elezione di Francesco Cossiga inizia l'impiego della Flaminia "335" il giorno dell'insediamento del Presidente della Repubblica e durante la parata in occasione della festa della Repubblica il 2 giugno. Un esemplare risulta ceduto all'Esercito Italiano, un altro al Museo dell'Automobile di Torino: le restanti due vetture sono usate come auto ufficiali dal Presidente della Repubblica Italiana.
Una rivista di settore ha sostenuto che un quinto esemplare sarebbe stato donato dal presidente Gronchi alla Regina Elisabetta e si troverebbe ancora conservato a Buckingham Palace, ma non esistono conferme ufficiali di questa congettura né da parte della Casa reale britannica, né nella biografia di Battista Farina, il quale sarebbe stato molto orgoglioso di vendere un quinto esemplare ad una cliente così importante..

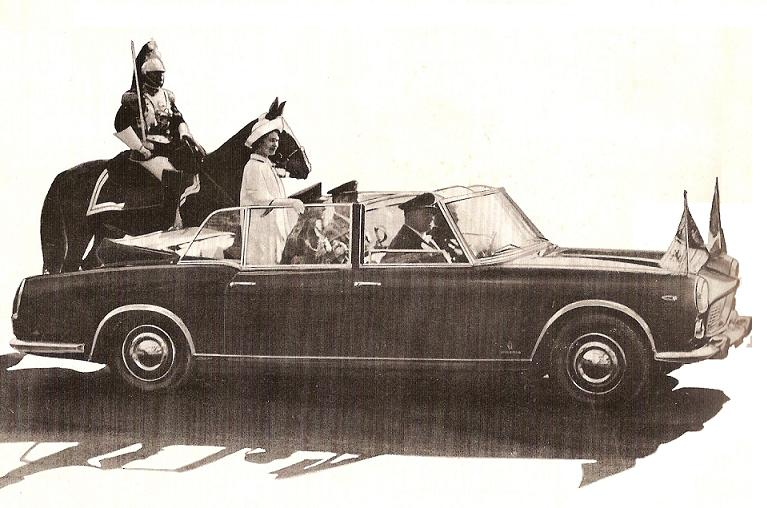
La Flaminia "335" recante a bordo la Regina Elisabetta ed il Presidente Gronchi (Roma, maggio 1961)
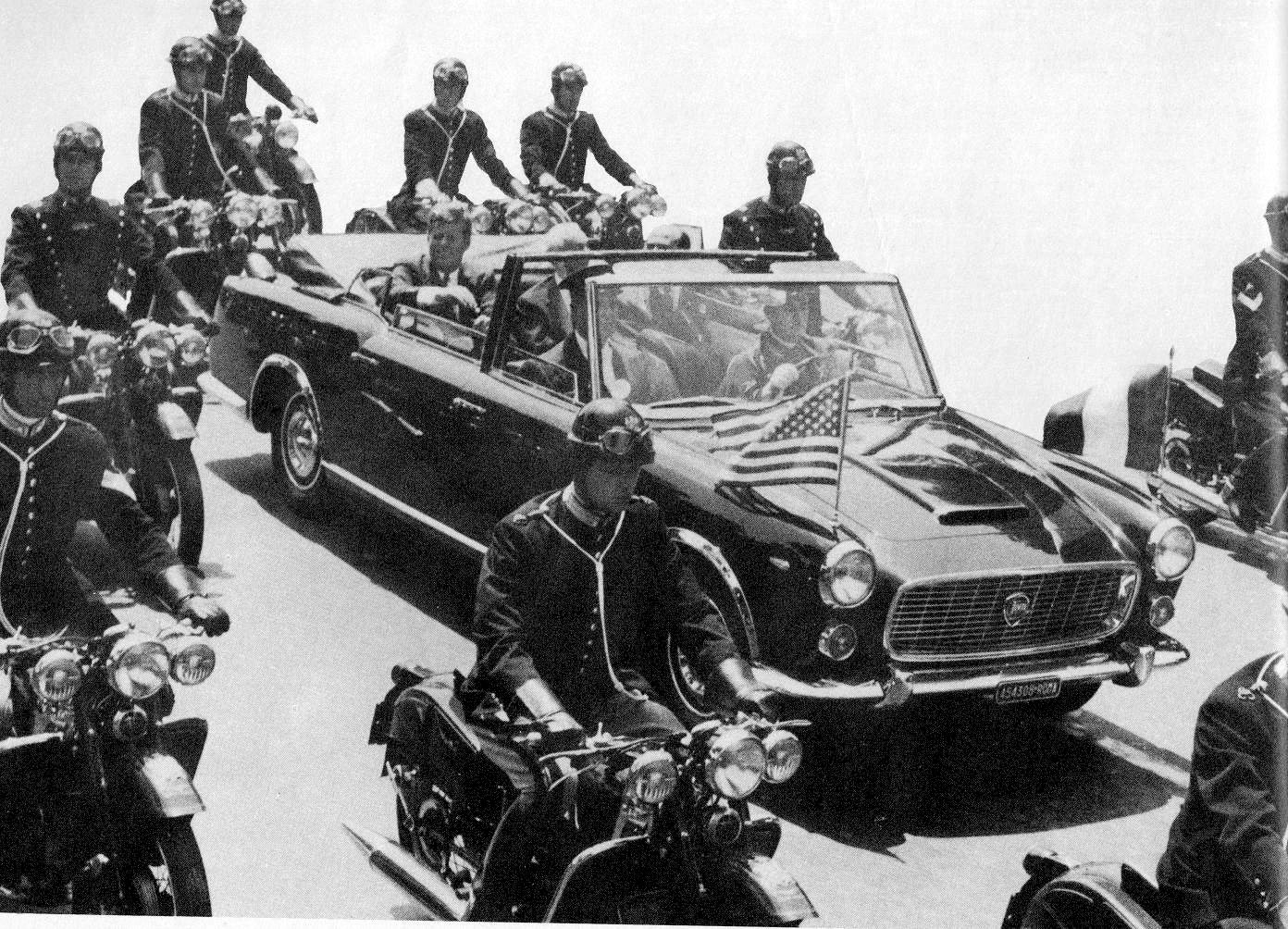
La Flaminia "335" recante a bordo il Presidente John Fitzgerald Kennedy; accanto a lui il Presidente Segni (Roma, 1º luglio 1963)
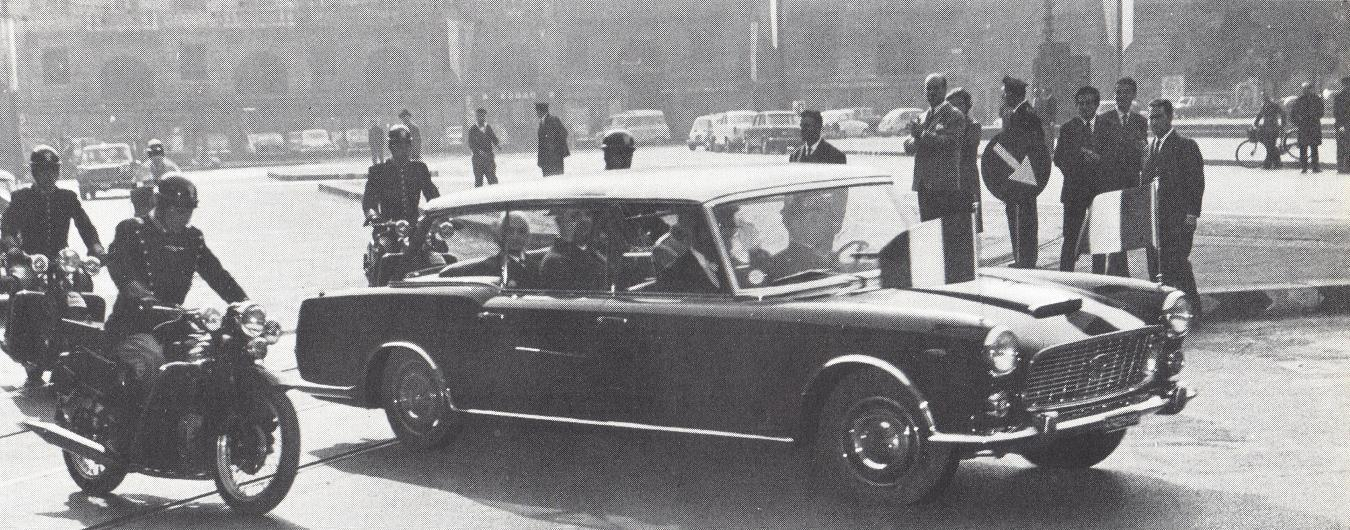
Il Presidente Segni si avvia ad inaugurare il 45º Salone dell'automobile di Torino (30 ottobre 1963); Flaminia "335" nella versione con tetto completamente trasparente
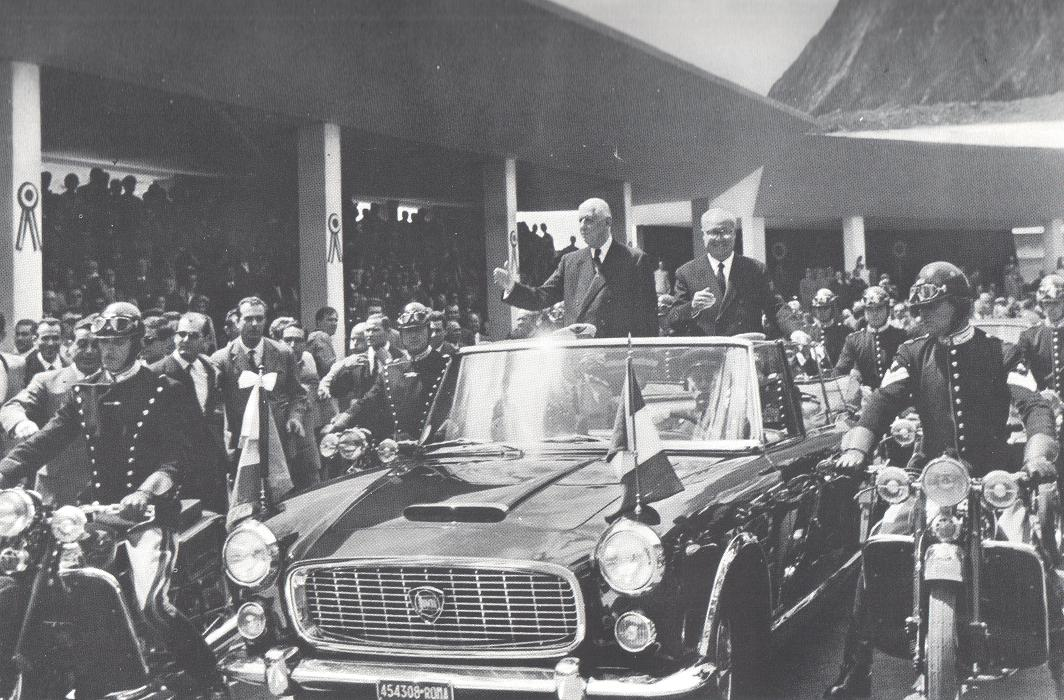
Il Presidente della Repubblica Italiana Giuseppe Saragat e Il Presidente della Repubblica Francese Charles De Gaulle alla inaugurazione del Traforo del Monte Bianco (16 luglio 1965)

- Periodo di produzione: 1961
- Modelli: tipo 813.99, cabriolet presidenziale, 4 porte, 7 posti, con guida a sinistra
- Numerazione progressiva: da 1001 a 1005
- Unità prodotte: 4
- Caratteristiche principali:
  - motore: anteriore a 6 cilindri a V di 2457,98 cm³, valvole in testa, potenza massima 102 CV (DIN) a 4600-4800 giri;
  - carrozzeria: cabriolet presidenziale 4 porte, 7 posti.
  - telaio: con longheroni e traverse;
  - sospensioni: sospensione anteriore a ruote indipendenti, sospensione posteriore a ruote semi-indipendenti (schema De Dion);
  - trasmissione: con trazione alle ruote posteriori, cambio a 4 rapporti+retromarcia;
  - dimensioni e peso: passo cm 335, lunghezza cm 546, larghezza cm 189, peso approssimativo (a vuoto) più di 2000 kg;
  - velocità max: (approssimativa) km/h 110-120.

## Caratteristiche tecniche
| Caratteristiche tecniche - Lancia Flaminia tipo 335 (Presidenziali) | Caratteristiche tecniche - Lancia Flaminia tipo 335 (Presidenziali) | Caratteristiche tecniche - Lancia Flaminia tipo 335 (Presidenziali) | Caratteristiche tecniche - Lancia Flaminia tipo 335 (Presidenziali) | Caratteristiche tecniche - Lancia Flaminia tipo 335 (Presidenziali) | Caratteristiche tecniche - Lancia Flaminia tipo 335 (Presidenziali) |
| --- | --- | --- | --- | --- | --- |
| | | | | | |
| Configurazione | | | | | |
| Carrozzeria: cabriolet | Carrozzeria: cabriolet | Posizione motore: anteriore, longitudinale | Posizione motore: anteriore, longitudinale | Trazione: posteriore | Trazione: posteriore |
| Dimensioni e pesi | | | | | |
| Ingombri (lungh.×largh.×alt. in mm): 5460 × 1890 × 1600 | Ingombri (lungh.×largh.×alt. in mm): 5460 × 1890 × 1600 | Ingombri (lungh.×largh.×alt. in mm): 5460 × 1890 × 1600 | Ingombri (lungh.×largh.×alt. in mm): 5460 × 1890 × 1600 | Diametro minimo sterzata: | Diametro minimo sterzata: |
| Interasse: 3350 mm | Interasse: 3350 mm | Carreggiate: anteriore 1460 - posteriore 1420 mm | Carreggiate: anteriore 1460 - posteriore 1420 mm | Altezza minima da terra: | Altezza minima da terra: |
| Posti totali: 7 | Posti totali: 7 | Bagagliaio: | Bagagliaio: | Serbatoio: capacità 58 litri, di cui 7 di riserva; indicatore livello sul quadro porta-apparecchi del cruscotto | Serbatoio: capacità 58 litri, di cui 7 di riserva; indicatore livello sul quadro porta-apparecchi del cruscotto |
| Masse | a vuoto: circa 2.000 kg | a vuoto: circa 2.000 kg | a vuoto: circa 2.000 kg | a vuoto: circa 2.000 kg | a vuoto: circa 2.000 kg |
| Meccanica | | | | | |
| Tipo motore: 6 cilindri a V (60°). tipo "813.00"; monoblocco; corpo cilindri in alluminio con canne ghisa piantate; pistoni in lega d'alluminio, con tre anelli (due di tenuta e uno raschiaolio); testa cilindri in alluminio con sedi valvole riportate; bielle in acciaio con boccole perno stantuffo in bronzo; albero motore ruotante su 4 supporti; peso del motore a secco (senza acqua e senza olio) 175 kg; sospensione motore tramite quattro supporti su doppi tamponi di gomma. Rapporto di compressione: 7,85:1 | Tipo motore: 6 cilindri a V (60°). tipo "813.00"; monoblocco; corpo cilindri in alluminio con canne ghisa piantate; pistoni in lega d'alluminio, con tre anelli (due di tenuta e uno raschiaolio); testa cilindri in alluminio con sedi valvole riportate; bielle in acciaio con boccole perno stantuffo in bronzo; albero motore ruotante su 4 supporti; peso del motore a secco (senza acqua e senza olio) 175 kg; sospensione motore tramite quattro supporti su doppi tamponi di gomma. Rapporto di compressione: 7,85:1 | Tipo motore: 6 cilindri a V (60°). tipo "813.00"; monoblocco; corpo cilindri in alluminio con canne ghisa piantate; pistoni in lega d'alluminio, con tre anelli (due di tenuta e uno raschiaolio); testa cilindri in alluminio con sedi valvole riportate; bielle in acciaio con boccole perno stantuffo in bronzo; albero motore ruotante su 4 supporti; peso del motore a secco (senza acqua e senza olio) 175 kg; sospensione motore tramite quattro supporti su doppi tamponi di gomma. Rapporto di compressione: 7,85:1 | Cilindrata: (alesaggio 80,00 mm - corsa 81,50 mm); totale 2457,98 cm³ | Cilindrata: (alesaggio 80,00 mm - corsa 81,50 mm); totale 2457,98 cm³ | Cilindrata: (alesaggio 80,00 mm - corsa 81,50 mm); totale 2457,98 cm³ |
| Distribuzione: albero a camme, nel basamento, in posizione centrale (posto cioè nell'angolo formato dalle due file di cilindri) comandato a catena con tenditore idraulico automatico; valvole in testa (due per cilindro) inclinate tra di loro, azionate da puntalini e bilancieri; ogni valvola è richiamata da una molla singola; camere di scoppio emisferiche; fasatura della distribuzione: a) aspirazione: apertura 11° prima del P.M.S. (Punto Morto Superiore), chiusura 49° dopo il P.M.I. (Punto Morto Inferiore): b) scarico: apertura 49° prima del P.M.I., chiusura: 11° dopo il P.M.S.; gioco normale valvole a motore freddo: aspirazione 0,15 mm, scarico 0,25 mm; cilindri 1-6 al P.M.S. (Punto Morto Superiore): con segno 0 sul volano motore che coincide con l'indicazione ¼ sulla scatola volano; controllo della messa in fase: inizio apertura della valvola di aspirazione del cilindro n° 1 al P.M.S. (Punto Morto Superiore) con gioco al controllo di 0,8 mm. | Distribuzione: albero a camme, nel basamento, in posizione centrale (posto cioè nell'angolo formato dalle due file di cilindri) comandato a catena con tenditore idraulico automatico; valvole in testa (due per cilindro) inclinate tra di loro, azionate da puntalini e bilancieri; ogni valvola è richiamata da una molla singola; camere di scoppio emisferiche; fasatura della distribuzione: a) aspirazione: apertura 11° prima del P.M.S. (Punto Morto Superiore), chiusura 49° dopo il P.M.I. (Punto Morto Inferiore): b) scarico: apertura 49° prima del P.M.I., chiusura: 11° dopo il P.M.S.; gioco normale valvole a motore freddo: aspirazione 0,15 mm, scarico 0,25 mm; cilindri 1-6 al P.M.S. (Punto Morto Superiore): con segno 0 sul volano motore che coincide con l'indicazione ¼ sulla scatola volano; controllo della messa in fase: inizio apertura della valvola di aspirazione del cilindro n° 1 al P.M.S. (Punto Morto Superiore) con gioco al controllo di 0,8 mm. | Distribuzione: albero a camme, nel basamento, in posizione centrale (posto cioè nell'angolo formato dalle due file di cilindri) comandato a catena con tenditore idraulico automatico; valvole in testa (due per cilindro) inclinate tra di loro, azionate da puntalini e bilancieri; ogni valvola è richiamata da una molla singola; camere di scoppio emisferiche; fasatura della distribuzione: a) aspirazione: apertura 11° prima del P.M.S. (Punto Morto Superiore), chiusura 49° dopo il P.M.I. (Punto Morto Inferiore): b) scarico: apertura 49° prima del P.M.I., chiusura: 11° dopo il P.M.S.; gioco normale valvole a motore freddo: aspirazione 0,15 mm, scarico 0,25 mm; cilindri 1-6 al P.M.S. (Punto Morto Superiore): con segno 0 sul volano motore che coincide con l'indicazione ¼ sulla scatola volano; controllo della messa in fase: inizio apertura della valvola di aspirazione del cilindro n° 1 al P.M.S. (Punto Morto Superiore) con gioco al controllo di 0,8 mm. | Alimentazione: carburatore invertito Solex 35 PAAI, doppio corpo, munito di dispositivo d'avviamento (starter); pompa meccanica situata sul lato destro del motore, munita di filtri a rete; pompa supplementare elettrica | Alimentazione: carburatore invertito Solex 35 PAAI, doppio corpo, munito di dispositivo d'avviamento (starter); pompa meccanica situata sul lato destro del motore, munita di filtri a rete; pompa supplementare elettrica | Alimentazione: carburatore invertito Solex 35 PAAI, doppio corpo, munito di dispositivo d'avviamento (starter); pompa meccanica situata sul lato destro del motore, munita di filtri a rete; pompa supplementare elettrica |
| Prestazioni motore | Potenza: 102 CV a 4.600-4.800 giri/minuto (misurata col sistema DIN); il regime massimo di rotazione è superiore a quello della potenza massima, ed è fissato in 5.200 giri/minuto; la potenza al regime di coppia massima (3000 giri/minuto) è di circa 82 CV | Potenza: 102 CV a 4.600-4.800 giri/minuto (misurata col sistema DIN); il regime massimo di rotazione è superiore a quello della potenza massima, ed è fissato in 5.200 giri/minuto; la potenza al regime di coppia massima (3000 giri/minuto) è di circa 82 CV | Potenza: 102 CV a 4.600-4.800 giri/minuto (misurata col sistema DIN); il regime massimo di rotazione è superiore a quello della potenza massima, ed è fissato in 5.200 giri/minuto; la potenza al regime di coppia massima (3000 giri/minuto) è di circa 82 CV | Potenza: 102 CV a 4.600-4.800 giri/minuto (misurata col sistema DIN); il regime massimo di rotazione è superiore a quello della potenza massima, ed è fissato in 5.200 giri/minuto; la potenza al regime di coppia massima (3000 giri/minuto) è di circa 82 CV | Potenza: 102 CV a 4.600-4.800 giri/minuto (misurata col sistema DIN); il regime massimo di rotazione è superiore a quello della potenza massima, ed è fissato in 5.200 giri/minuto; la potenza al regime di coppia massima (3000 giri/minuto) è di circa 82 CV |
| Accensione: a spinterogeno; 1 bobina Marelli più una seconda bobina di scorta | Accensione: a spinterogeno; 1 bobina Marelli più una seconda bobina di scorta | Accensione: a spinterogeno; 1 bobina Marelli più una seconda bobina di scorta | Impianto elettrico: a 12 V | Impianto elettrico: a 12 V | Impianto elettrico: a 12 V |
| Frizione: in blocco unico con cambio e differenziale (blocco unico disposto al retrotreno) monodisco a secco tipo | Frizione: in blocco unico con cambio e differenziale (blocco unico disposto al retrotreno) monodisco a secco tipo | Frizione: in blocco unico con cambio e differenziale (blocco unico disposto al retrotreno) monodisco a secco tipo | Cambio: a 4 rapporti+retromarcia; tutte le marce avanti sono silenziose e sincronizzate; rapporti: I=3,31:1; II=2,20:1; III=1,51:1; IV=1:1; RM=3,60:1; leva di comando al volante | Cambio: a 4 rapporti+retromarcia; tutte le marce avanti sono silenziose e sincronizzate; rapporti: I=3,31:1; II=2,20:1; III=1,51:1; IV=1:1; RM=3,60:1; leva di comando al volante | Cambio: a 4 rapporti+retromarcia; tutte le marce avanti sono silenziose e sincronizzate; rapporti: I=3,31:1; II=2,20:1; III=1,51:1; IV=1:1; RM=3,60:1; leva di comando al volante |
| Telaio | | | | | |
| Corpo vettura | telaio a longheroni e traverse | telaio a longheroni e traverse | telaio a longheroni e traverse | telaio a longheroni e traverse | telaio a longheroni e traverse |
| Sterzo | a vite globoidale e rullo | a vite globoidale e rullo | a vite globoidale e rullo | a vite globoidale e rullo | a vite globoidale e rullo |
| Sospensioni | anteriori: a ruote indipendenti a quadrilatero trasversale, molle ad elica e barra stabilizzatrice; ammortizzatori idraulici telescopici a doppio effetto / posteriori: a ruote semi-indipendenti (schema De Dion), mediante assale con barra di reazione trasversale e barra stabilizzatrice, balestre longitudinali ed ammortizzatori idraulici telescopici a doppio effetto | anteriori: a ruote indipendenti a quadrilatero trasversale, molle ad elica e barra stabilizzatrice; ammortizzatori idraulici telescopici a doppio effetto / posteriori: a ruote semi-indipendenti (schema De Dion), mediante assale con barra di reazione trasversale e barra stabilizzatrice, balestre longitudinali ed ammortizzatori idraulici telescopici a doppio effetto | anteriori: a ruote indipendenti a quadrilatero trasversale, molle ad elica e barra stabilizzatrice; ammortizzatori idraulici telescopici a doppio effetto / posteriori: a ruote semi-indipendenti (schema De Dion), mediante assale con barra di reazione trasversale e barra stabilizzatrice, balestre longitudinali ed ammortizzatori idraulici telescopici a doppio effetto                                                                                       | anteriori: a ruote indipendenti a quadrilatero trasversale, molle ad elica e barra stabilizzatrice; ammortizzatori idraulici telescopici a doppio effetto / posteriori: a ruote semi-indipendenti (schema De Dion), mediante assale con barra di reazione trasversale e barra stabilizzatrice, balestre longitudinali ed ammortizzatori idraulici telescopici a doppio effetto                                                                                       | anteriori: a ruote indipendenti a quadrilatero trasversale, molle ad elica e barra stabilizzatrice; ammortizzatori idraulici telescopici a doppio effetto / posteriori: a ruote semi-indipendenti (schema De Dion), mediante assale con barra di reazione trasversale e barra stabilizzatrice, balestre longitudinali ed ammortizzatori idraulici telescopici a doppio effetto                                                                                       |
| Freni | anteriori: a disco / posteriori: a disco (Dunlop), a pedale, idraulici ed agenti sulle 4 ruote, con servofreno; freno di stazionamento, a mano, meccanico ed agente sul propulsore posteriore (l'impugnatura del comando del freno a mano è posizionata sotto il cruscotto); i freni anteriori sono montati normalmente sulle ruote, quelli posteriori sono montati all'uscita dal gruppo frizione-cambio-differenziale | anteriori: a disco / posteriori: a disco (Dunlop), a pedale, idraulici ed agenti sulle 4 ruote, con servofreno; freno di stazionamento, a mano, meccanico ed agente sul propulsore posteriore (l'impugnatura del comando del freno a mano è posizionata sotto il cruscotto); i freni anteriori sono montati normalmente sulle ruote, quelli posteriori sono montati all'uscita dal gruppo frizione-cambio-differenziale | anteriori: a disco / posteriori: a disco (Dunlop), a pedale, idraulici ed agenti sulle 4 ruote, con servofreno; freno di stazionamento, a mano, meccanico ed agente sul propulsore posteriore (l'impugnatura del comando del freno a mano è posizionata sotto il cruscotto); i freni anteriori sono montati normalmente sulle ruote, quelli posteriori sono montati all'uscita dal gruppo frizione-cambio-differenziale                                              | anteriori: a disco / posteriori: a disco (Dunlop), a pedale, idraulici ed agenti sulle 4 ruote, con servofreno; freno di stazionamento, a mano, meccanico ed agente sul propulsore posteriore (l'impugnatura del comando del freno a mano è posizionata sotto il cruscotto); i freni anteriori sono montati normalmente sulle ruote, quelli posteriori sono montati all'uscita dal gruppo frizione-cambio-differenziale                                              | anteriori: a disco / posteriori: a disco (Dunlop), a pedale, idraulici ed agenti sulle 4 ruote, con servofreno; freno di stazionamento, a mano, meccanico ed agente sul propulsore posteriore (l'impugnatura del comando del freno a mano è posizionata sotto il cruscotto); i freni anteriori sono montati normalmente sulle ruote, quelli posteriori sono montati all'uscita dal gruppo frizione-cambio-differenziale                                              |
| Pneumatici | 185x400 / Cerchi: a disco, in lamiera stampata, a base allargata | 185x400 / Cerchi: a disco, in lamiera stampata, a base allargata | 185x400 / Cerchi: a disco, in lamiera stampata, a base allargata | 185x400 / Cerchi: a disco, in lamiera stampata, a base allargata | 185x400 / Cerchi: a disco, in lamiera stampata, a base allargata |
| Prestazioni dichiarate | | | | | |
| Velocità: nelle varie marce:: I=36 II=52, III=76; Retromarcia=32; tutti i valori sono indicativi ed approssimativi; velocità massima circa 110/120 km/h | Velocità: nelle varie marce:: I=36 II=52, III=76; Retromarcia=32; tutti i valori sono indicativi ed approssimativi; velocità massima circa 110/120 km/h | Velocità: nelle varie marce:: I=36 II=52, III=76; Retromarcia=32; tutti i valori sono indicativi ed approssimativi; velocità massima circa 110/120 km/h | Accelerazione: | Accelerazione: | Accelerazione: |
| Altro | | | | | |
| Lubrificazione | forzata, con pompa ad ingranaggi e valvola limitatrice della pressione; filtro del tipo a cartuccia tipo FRAM posto sul lato sinistro del motore, filtro a rete nella succheruola; capacità circuito circa 6,60 litri (pari a 6,0 kg), compresi filtri e tubazioni; manometro pressione olio sul quadro strumentazione | forzata, con pompa ad ingranaggi e valvola limitatrice della pressione; filtro del tipo a cartuccia tipo FRAM posto sul lato sinistro del motore, filtro a rete nella succheruola; capacità circuito circa 6,60 litri (pari a 6,0 kg), compresi filtri e tubazioni; manometro pressione olio sul quadro strumentazione | forzata, con pompa ad ingranaggi e valvola limitatrice della pressione; filtro del tipo a cartuccia tipo FRAM posto sul lato sinistro del motore, filtro a rete nella succheruola; capacità circuito circa 6,60 litri (pari a 6,0 kg), compresi filtri e tubazioni; manometro pressione olio sul quadro strumentazione | forzata, con pompa ad ingranaggi e valvola limitatrice della pressione; filtro del tipo a cartuccia tipo FRAM posto sul lato sinistro del motore, filtro a rete nella succheruola; capacità circuito circa 6,60 litri (pari a 6,0 kg), compresi filtri e tubazioni; manometro pressione olio sul quadro strumentazione | forzata, con pompa ad ingranaggi e valvola limitatrice della pressione; filtro del tipo a cartuccia tipo FRAM posto sul lato sinistro del motore, filtro a rete nella succheruola; capacità circuito circa 6,60 litri (pari a 6,0 kg), compresi filtri e tubazioni; manometro pressione olio sul quadro strumentazione |
| Raffreddamento | ad acqua, a circolazione forzata, con pompa centrifuga coassiale col ventilatore ausiliario a 4 pale, comandato con cinghia trapezoidale; l'impianto è regolato da due termostati, uno sulle tubazioni e l'altro che comanda la persiana al radiatore; capacità circuito (radiatore e motore) 10 litri (incluso 1 litro dei riscaldatori); introduzione acqua tramite apertura tappo sul radiatore; scarico acqua tramite rubinetto posto sul lato destro del motore | ad acqua, a circolazione forzata, con pompa centrifuga coassiale col ventilatore ausiliario a 4 pale, comandato con cinghia trapezoidale; l'impianto è regolato da due termostati, uno sulle tubazioni e l'altro che comanda la persiana al radiatore; capacità circuito (radiatore e motore) 10 litri (incluso 1 litro dei riscaldatori); introduzione acqua tramite apertura tappo sul radiatore; scarico acqua tramite rubinetto posto sul lato destro del motore | ad acqua, a circolazione forzata, con pompa centrifuga coassiale col ventilatore ausiliario a 4 pale, comandato con cinghia trapezoidale; l'impianto è regolato da due termostati, uno sulle tubazioni e l'altro che comanda la persiana al radiatore; capacità circuito (radiatore e motore) 10 litri (incluso 1 litro dei riscaldatori); introduzione acqua tramite apertura tappo sul radiatore; scarico acqua tramite rubinetto posto sul lato destro del motore | ad acqua, a circolazione forzata, con pompa centrifuga coassiale col ventilatore ausiliario a 4 pale, comandato con cinghia trapezoidale; l'impianto è regolato da due termostati, uno sulle tubazioni e l'altro che comanda la persiana al radiatore; capacità circuito (radiatore e motore) 10 litri (incluso 1 litro dei riscaldatori); introduzione acqua tramite apertura tappo sul radiatore; scarico acqua tramite rubinetto posto sul lato destro del motore | ad acqua, a circolazione forzata, con pompa centrifuga coassiale col ventilatore ausiliario a 4 pale, comandato con cinghia trapezoidale; l'impianto è regolato da due termostati, uno sulle tubazioni e l'altro che comanda la persiana al radiatore; capacità circuito (radiatore e motore) 10 litri (incluso 1 litro dei riscaldatori); introduzione acqua tramite apertura tappo sul radiatore; scarico acqua tramite rubinetto posto sul lato destro del motore |

| Trasmissione                          | trazione sulle ruote posteriori; frizione, cambio e differenziale in gruppo unico, fissato al telaio e disposto al retrotreno L'albero di trasmissione è in due tronchi, con supporto intermedio. |
| Rapporto al ponte                     | rapporto finale di riduzione (approssimativo) 5,9:1. |
| Carrozzeria, arredamenti ed accessori | carrozzeria: cabriolet 4 porte, 7 posti con capote in tela grigia, ripiegabile con meccanismo idraulico; volante a due razze con semi-anello per azionamento avvisatore elettroacustico; divisorio trasparente tra i due posti anteriori e la parte posteriore dell'abitacolo; selleria in pelle Connolly 8500; telefono/interfono per consentire al passeggero seduto posteriormente sulla destra di comunicare con l'autista; due autoradio Voxson sedili: sedile anteriore unico, fila di sedili intermedi (2 trapuntini), sedile posteriore unico. vano motore: illuminato. comandi al volante: leva per commutazione luci ed azionamento indicatori di direzione, leva del cambio e semi-anello per azionamento avvisatore elettroacustico. comandi a pedale: freno, frizione ed acceleratore (quest'ultimo del tipo a suola); tutti e tre i pedali sono rivestiti in gomma. comandi sotto al cruscotto: due levette per comando e regolazione aerazione e riscaldamento lato sinistro, leva per lo bloccaggio del cofano motore, leva del freno di stazionamento, azzeratore del contachilometri parziale, starter, levetta di inserimento riscaldatore, levette per comando e regolazione aerazione e riscaldamento lato destro; comandi al cruscotto: chiave di inserimento servizi (nonché accensione ed avviamento motore), fendinebbia, accensione fari (luci di posizione, mezze luci ed abbaglianti), illuminazione della strumentazione (ad intensità regolabile), illuminazione abitacolo, ventilatore, tergicristallo e lavaparabrezza, accendisigaro, cassetto ripostiglio con serratura, portacenere. strumentazione: riunita in due strumenti circolari; lo strumento di sinistra comprende il tachimetro con scala fino a 180 km/h, l'indicatore livello benzina, quelli della pressione dell'olio (con spia luminosa in caso di pressione insufficiente), della temperatura dell'olio e della temperatura dell'acqua nonché i due contachilometri (totalizzatore e parziale); lo strumento di destra include invece il contagiri (graduato fino a 5500 giri), l'orologio e tre spie: starter, dinamo e luci. |